# ملامحرم‌لی
ملامحرم‌لی (به ترکی آذربایجانی: Mollaməhərrəmli) یک منطقهٔ مسکونی در جمهوری آذربایجان است که در شهرستان فضولی واقع شده‌است. ملامحرم‌لی ۸۴۱ نفر جمعیت دارد.